# Lissabonner Blutnacht
Als Lissabonner Blutnacht (auf Portugiesisch: a noite sangrenta – die blutige Nacht) gingen die Ereignisse der Nacht vom 19. Oktober 1921 in die portugiesische Geschichte ein, als in einem blutigen Aufstand die Regierung António Joaquim Granjo gestürzt wurde.
In der Nacht vom 19. Oktober 1921 rotteten sich in Lissabon Truppen der Republikanischen Nationalgarde und Marineeinheiten zusammen, um die Regierung zu stürzen. Anlass waren Pläne von Ministerpräsident Granjo, einen seiner Vorgänger, den Hauptmann Liberato Pinto, der die Unterstützung der Nationalgarde genoss, wegen Korruption gerichtlich zu verfolgen. Der Aufstand führte zu einer Welle von Gewalt in der Hauptstadt, bewaffnete Banden brachen in die Häuser vieler führender Politiker ein. Ministerpräsident Granjo wurde ermordet. Die Hintergründe der Ermordung des Ministerpräsidenten sind bis heute nicht eindeutig aufgeklärt. Die Lissaboner Blutnacht gilt als ein Tiefpunkt in der politischen Entwicklung der Ersten Republik in Portugal.
Neben Ministerpräsident Granjo kam auch António Maria de Azevedo Machado Santos bei der Lissabonner Blutnacht ums Leben. Santos war ein Militär, der bei der Revolution vom 5. Oktober 1910, die zur Abschaffung der Monarchie in Portugal führte, eine herausragende Rolle gespielt hatte und deshalb als „Gründer der Republik“ verehrt wurde.